# پل بویلدیو روآن در هوای بارانی
پل بویلدیو روآن در هوای بارانی (انگلیسی: Pont Boieldieu in Rouen, Rainy Weather) یک نقاشی رنگ روغن بر روی بوم اثر نقاشِ امپرسیونیسم فرانسه، کامی پیسارو است که در سال ۱۸۹۶ توسط هنرمند طرح گردید. این نقاشی امروزه در مجموعهٔ گالری هنر اونتاریو قرار دارد. این اثر یکی از نقاشی‌های مجموعه چشم‌انداز پیسارو از پل بویلدیو و اسکلهٔ صنعتی اطرافِ آن در منطقهٔ روان و رودخانهٔ سن می‌باشد. ابعاد این نقاشی (۷۳٫۷ × ۹۱٫۴) می‌باشد.

## تاریخچه
پیسارو مدت زمانی را در حوالیِ سال ۱۸۹۶ در منطقهٔ روان سپری کرد به جهت انجام طرح‌های مُدِرنیتهٔ صنعتی در نقاشی، او پیش از این و در سال ۱۸۸۳ نیز مسافرتی به این منطقه داشت و یک سِری طرح‌ها از شهر کِشید و در نهایت در سال ۱۸۹۶ در هتل پاریس روان اقامت گزید. از ماه ژانویه بود که این نقاشی طرح گردید، دیدگاه و چشم‌انداز پیسارو برای خلقِ این اثر اتاق محلِ اقامت وی می‌باشد که پنجرهٔ آن مُشرف به این نِما و رودخانهٔ سن است،
این نقاشی، علاقهٔ پیسارو را در زمینهٔ حرکت به سمتِ فَراتر از نقاشی‌های منظرهٔ سنتی از صحنه‌های سرسبز روستایی نشان می‌دهد.
 این اثر هُنریِ نقاش بازگشت به امپرسیونیسم است پس از یک دهه تجربه در پست امپرسیونیسم، پیسارو در این طرح به دنبالِ نشان دادنِ نمایی از بخش صنعتی مشغولِ شهر می‌باشد. او در عین حال تعدادی آثار دیگر از هتل در نورهای زمینهٔ مختلف طرح کرد، پیسارو تصویر دیگری از این پُل را در غروب آفتاب روزی مه آلود هم طراحی کرده که امروزه در موزهٔ هُنرهای زیبای روان قرار دارد. در نامه‌ای که در همان سالِ طراحی اثر نوشته شد، پیسارو خودش شرحِ نقاشی را موضوع پُل در نزدیکیِ بورس اوراق بهادار تحتِ تأثیر باران نامگذاری کرده که جمعیت نسبتاً زیادی از مردم را در حال رفت‌وآمد نشان می‌دهد. دودهایی که از قایق‌های بخار برخاسته، اسکله به همراه جرثقیل، کارگران در پیش زمینه و همگی در رنگ‌های خاکستری درخشان بارانی. او در ادامهٔ نامه می‌نویسد: چه به طورِ خاص برای من الگو کردن پُل در آب و هوای بارانی و مرطوب با تمامِ وسایلِ نقلیه، کارگرانِ در حینِ کار، قایق، دود و مه در فاصلهٔ دوردست می‌باشد، بر اساسِ اعتقاد مورخانِ هُنری، نقاشی‌های او نه فقط محصول مُشاهدهٔ دقیق موقعیت‌های معیّن در طبیعت، بلکه نمایانگر کار و زندگی آدم‌ها هستند. این نقاشی به گالری هنر اونتاریو توسطِ روبن وِلس لِئونارد پس از مرگ او در سال ۱۹۳۷ اهدا شد، این اثر یکی از شش اثرِ پیسارو است که در کانادا به نمایشِ عمومی درآمده و سایرِ آثار در گالری ملی کانادا، گالِری هُنر هامیلتون و گالِری هُنر بزرگ ویکتوریا قرار دارند

## واژگان
1. ↑  Impressionist
2. ↑  Camille Pissarro
3. ↑  Art Gallery of Ontario
4. ↑  Post-Impressionism
5. ↑  Reuben Wells Leonard
6. ↑  National Gallery of Canada
7. ↑  Art Gallery of Hamilton
8. ↑  Art Gallery of Greater Victoria